# Masmuda
Die Masmuda (Zentralatlas-Tamazight ⵉⵎⴰⵙⵎⵓⴷⵏ Imasmouden, arabisch مصمودة, DMG Maṣmūda)  waren neben den Zanata und Sanhadscha eine der großen Stammesgruppen der Berber im Maghreb.

## Geschichte
Die Masmuda besiedelten große Teile Marokkos, waren vor allem sesshaft und betrieben Landwirtschaft. Bereits im 8. Jahrhundert hatten sich zahlreiche Masmuda (z. B. die Banū Dānis) in al-Andalus (Spanien) niedergelassen. 
Residenz der Masmuda-Fürsten war Aghmat am Fuße des Hohen Atlas (30 km von Marrakesch). Seit dem 10. Jahrhundert drangen Berbergruppen der Sanhadscha und Zanata in die Siedlungsgebiete der Masmuda ein. Diesen folgten seit dem 11. Jahrhundert arabische Beduinen (siehe: Banu Hilal).
Ibn Tumart vereinigte am Anfang des 12. Jahrhunderts die Masmudastämme und begründete die Bewegung der Almohaden, welche in der Folgezeit den gesamten Maghreb und Andalusien vereinigte. Nach dem Untergang der Almohaden setzte sich aber wieder der Partikularismus zwischen den Masmudastämmen durch, so dass sie ihre politische Bedeutung verloren und arabisiert wurden. Restgruppen der Masmuda sind die Haha um Algier. Weitere Gruppen sind in dem Stamm der Schluh/Schlöh im Hohen Atlas aufgegangen.